# أوستين إم. ونايت
أوستين إم. ونايت (بالإنجليزية: Austin Melvin Knight) هو ضابط أمريكي، ولد في 16 ديسمبر 1854 في ماساتشوستس في الولايات المتحدة، وتوفي في 26 فبراير 1927 في واشنطن العاصمة في الولايات المتحدة.